# LaMarcus Aldridge

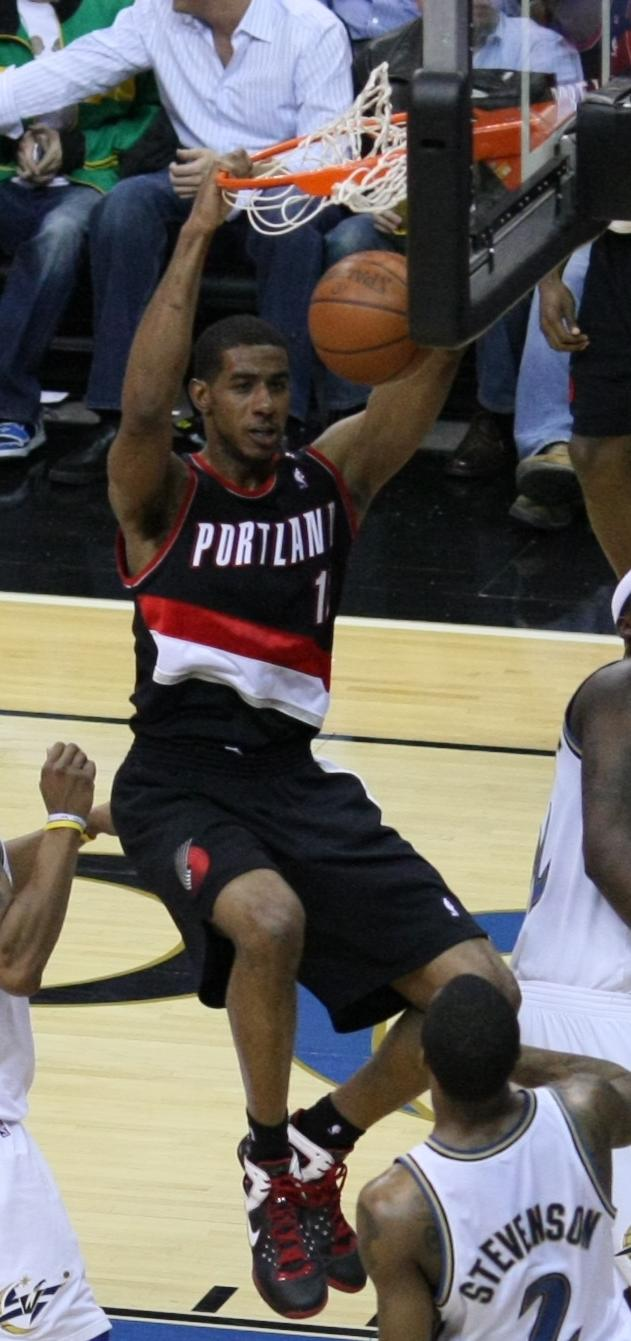
LaMarcus Aldridge 2008.

LaMarcus Nurae Aldridge, född 19 juli 1985 i Dallas i Texas, är en amerikansk basketspelare. Han spelar sedan 2021 för Brooklyn Nets i NBA. Han spelade för Portland Trail Blazers 2006–2015.